# John Baptist Purcell

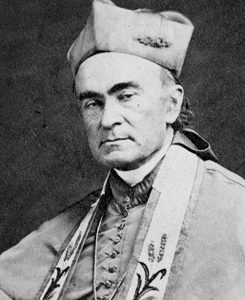
John Baptist Purcell

John Baptist Purcell (* 26. Februar 1800 in Mallow, Irland; † 4. Juli 1883 im Brown County, Ohio) war ein irischstämmiger US-amerikanischer römisch-katholischer Geistlicher und von 1833 bis zu seinem Tod Bischof – ab 1850 Erzbischof – von Cincinnati. Er gehört zu den prominenten Gestalten des sich konsolidierenden US-Katholizismus im 19. Jahrhundert.

## Leben
John Baptist Purcell verließ Irland mit 18 Jahren, um in den Vereinigten Staaten seine Priesterberufung zu verwirklichen. Da er mittellos war, nahm er eine Hilfslehrstelle am Ashbury College in Baltimore an. 1820 wurde er am Mount St. Mary’s Seminary in Emmitsburg zum Philosophie- und Theologiestudium zugelassen, das er am Sulpizianer-Kolleg in Paris beendete. 1826 empfing er in Notre-Dame die Priesterweihe.
1827 wurde Purcell Professor für Philosophie am Mount St. Mary’s Seminary und im Jahr darauf dessen Präsident. In wenigen Jahren verbesserte und vergrößerte er das Seminar wesentlich. 1833 ernannte ihn Papst Gregor XVI. zum zweiten Bischof des 1821 errichteten Bistums Cincinnati, das damals ganz Ohio umfasste. Am 13. Oktober 1833 empfing er in der Kathedrale von Baltimore die Bischofsweihe durch den Erzbischof von Baltimore, James Whitfield. Mitkonsekratoren waren der Bischof von New York, John Dubois, und der Koadjutorbischof von Philadelphia, Francis Patrick Kenrick.
Bei Purcells Amtsantritt gab es in Cincinnati nur eine kleine katholische Kirche, in ganz Ohio 16. In den folgenden Jahren nahm die katholische Bevölkerung durch deutsche und irische Einwanderer rasch zu. Bischof Purcell trieb den Bau von Kirchen und Schulen, Bildungsstätten und Klöstern voran und errichtete englisch- und deutschsprachige Gemeinden. 1841 bis 1846 entstand die Kathedrale St. Petrus in Ketten. 1847 wurde das Bistum Cleveland von Cincinnati abgetrennt; weitere Teilungen folgten bis 1868. 1850 erfolgte die Erhebung Cincinnatis zum Erzbistum.
Als 1861 der Amerikanische Bürgerkrieg ausbrach, war Purcell der erste katholische Bischof in den USA, der für die sofortige Abschaffung der Sklaverei eintrat.
1869 nahm Purcell am Ersten Vatikanischen Konzil teil. Die Dogmatisierung der päpstlichen Unfehlbarkeit hielt er für nicht opportun – wie 60 weitere Bischöfe reiste er vor der Abstimmung ab –, bekannte sich jedoch öffentlich zu ihrem Inhalt.
Purcells letzte Amtsjahre waren von einem Finanzskandal überschattet. Die Aufbauarbeit hatte viel Geld erfordert, zu dessen Erwirtschaftung der Bischof und sein Bruder und Generalvikar Edward Purcell Geldeinlagen annahmen. Zu deren Verwaltung fehlten ihnen jedoch die finanzwirtschaftlichen Kenntnisse und es kam zu Millionenverlusten. Obwohl John Baptist Purcell keine persönlichen Vorwürfe trafen – seine asketische Lebensweise und rückhaltlose Freigiebigkeit waren notorisch –, wurde die Verwaltung der Diözese 1880 einem Koadjutor übertragen. Er selbst zog sich in einen kleinen Konvent im Brown County zurück, wo er drei Jahre später starb.
Neben der äußeren Aufbauarbeit gelang es Purcell in mehreren öffentlichen Kontroversen, die Inhalte des katholischen Glaubens auch für Protestanten und Nichtchristen verständlich zu machen und Vorurteile abzubauen. Ein siebentägiger öffentlicher Disput mit dem presbyterianischen Pfarrer und Führer der Erweckungsbewegung Alexander Campbell im Jahr 1837 erregte nationweite Aufmerksamkeit.